# Gravitarmata
Gravitarmata is een geslacht van vlinders van de familie bladrollers (Tortricidae), uit de onderfamilie Olethreutinae.

## Soorten
- G. amethystana (Peyerimhoff, 1872)
- G. margarotana - Dennenappelbladroller (Heinemann, 1863)
- G. osmana (Obraztsov, 1952)